# Шкірно-м'язовий мішок
Шкі́рно-м'я́зовий мішо́к — це єдина та неподільна система покривних і м'язових тканин у вигляді мішка, що утворює стінку тіла плоских, круглих та кільчастих червів.
Покривні тканини шкірно-м'язового мішка можуть бути представлені війчастим епітелієм (у турбеллярій), тегументом (у паразитичних плоских червів), багатошаровою кутикулою та гіподермою (у круглих червів), кутикулою та епідермою х парними пучками щетинок (у кільчастих червів).
М'язи шкірно-мускульного мішка складаються з декількох шарів м'язових волокон: кільцевого та поздовжнього шарів, а також диагонального шару між ними. У зовнішньому шарі ці волокна тягнуться поперек тіла (кільцеві), а у внутрішньому вони спрямовані уздовж тіла (поздовжні). Крім них, є ще спинно-черевні і діагональні м'язи. Така будова мускулатури дозволяє черв'якам здійснювати складні рухи. За допомогою хвилеподібних скорочень шкірно-мускульного мішка здійснюється переміщення черв'яка (у ґрунті, водному середовищі тощо). У деяких червів м'язи складають до 60-70 % об'єму тіла.